# Pehr Hellbing
Pehr Hellbing, född Pehr Nilsson 23 oktober 1869 i Löddeköpinge, död 23 juli 1958 i Göteborg, var en svensk arkitekt och byggmästare. Han hade en arkitektbyrå i Göteborg tillsammans med Otto Dymling.
Han var gift med Hildur Hansson och far till stadsjuristen Yngve Hellbing (1907–1995) Martha Joanides (1909-1995) name=vem/> Gull Bengtsson (1920-2014) name=vem/> advokat Lennart Hellbing (1922- )name=vem/>

## Verk i urval
- Villa Solhem, Floragatan 5 i Hjo, 1908[3]
- Göteborgs barnsjukhus, 1909 (tillsammans med Otto Dymling)
- Palladium, Lilla Nygatan 2 i Göteborg, 1919 (tillsammans med Otto Dymling)[4]
- Kvarteret Strykjärnet, Spannmålsgatan/Kronhusgatan i Östra Nordstaden i Göteborg 1930, rivet 1970[4]

## Bildgalleri

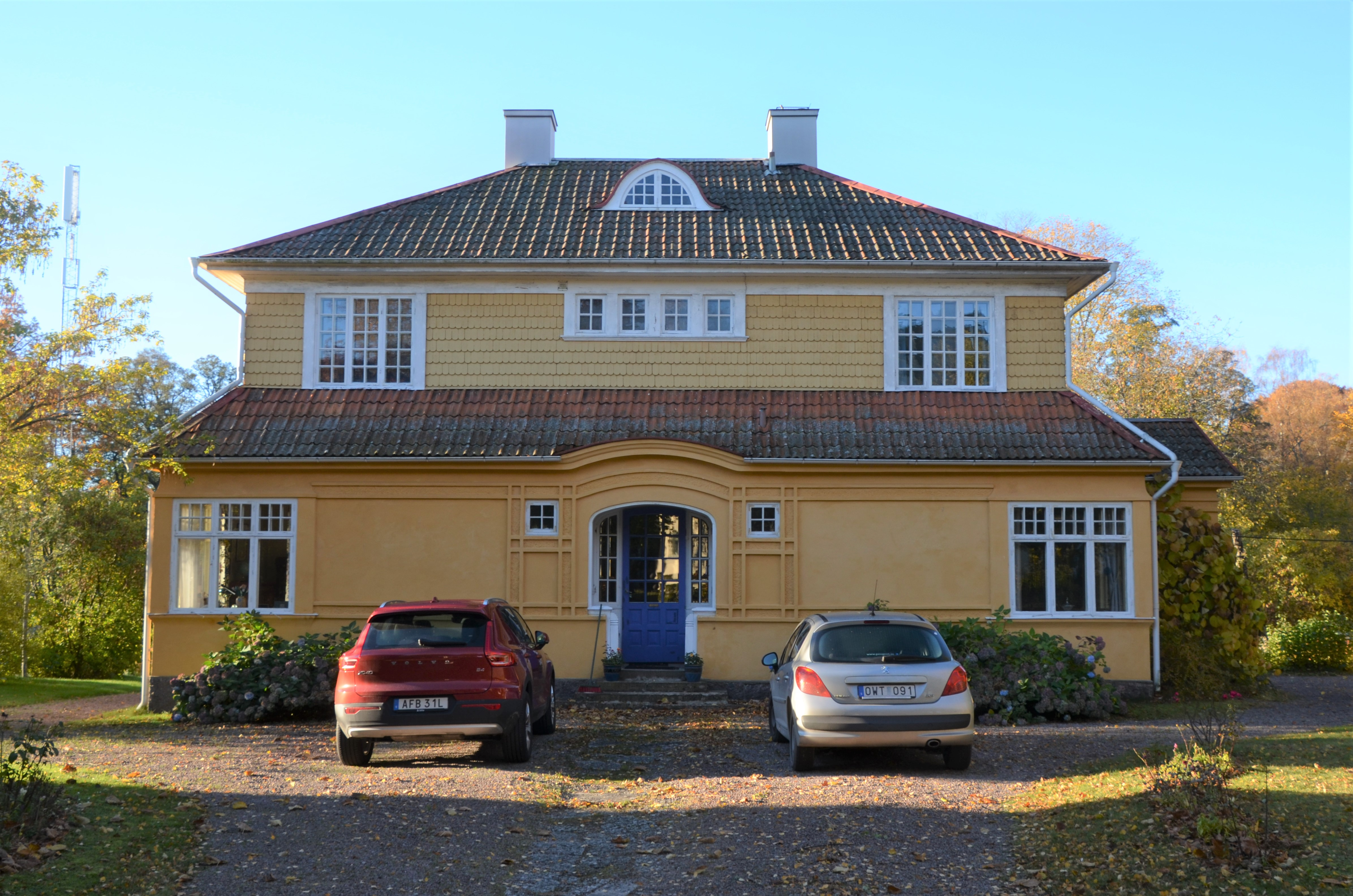
Villa Solhem på Floragatan i Hjo.
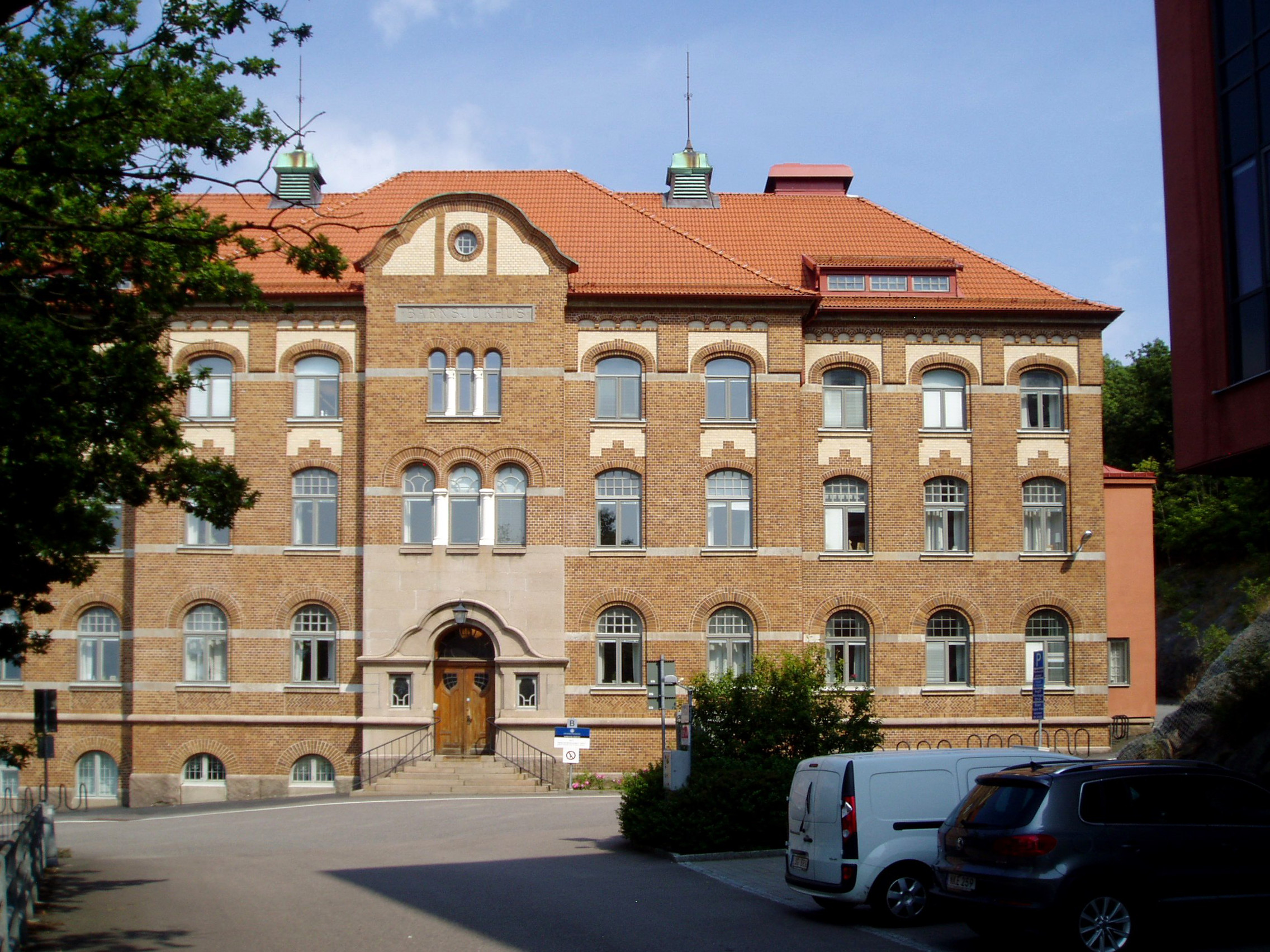
Göteborgs barnsjukhus från 1909
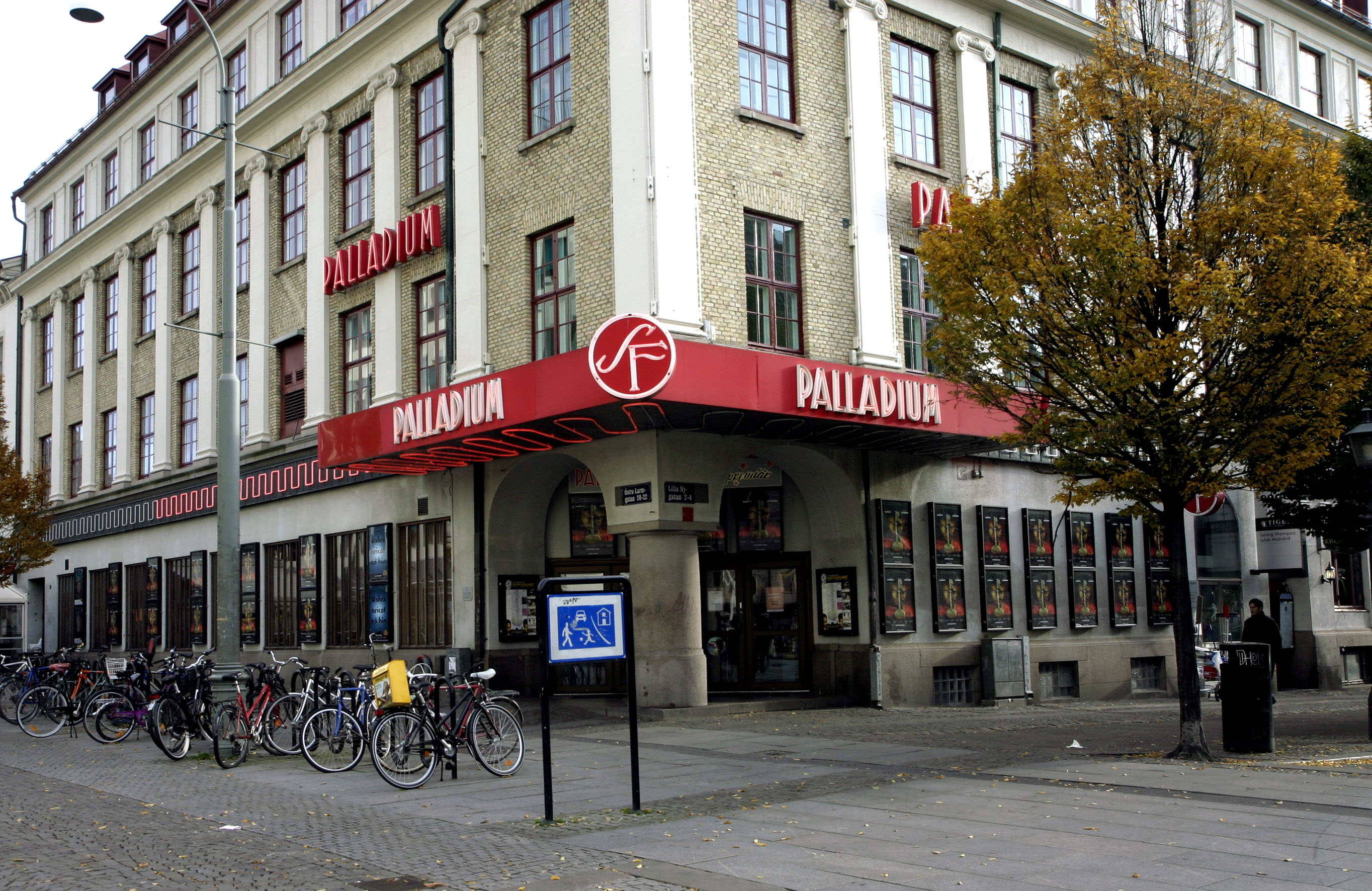
Palladium i Göteborg